# Livet ombord i Panserbatteriet 'Herluf Trolle'
Livet ombord i Panserbatteriet 'Herluf Trolle' er en dansk dokumentarisk optagelse fra 1910. Filmen er produceret af Nordisk Films Kompagni. 

## Handling
Danske krigsskibe på åbent vand. Der roes mod land. Matroser leger med hinanden. Rengøring ombord, der skrubbes. Personlig hygiejne blandt de værnepligtige. Gruppe af underofficerer spiller på strengeinstrumenter. Dans ombord, matroserne for sig in svingom med hinanden. Robåd sættes i vandet. Kanon affyres og rengøres. Redningsbåd sættes i vandet og ror bort. Gymnastik ombord. øvelser i bajonet- og sabelfægtning. Atletik. Emneord: Flåden, Søværnet, Den kongelige Marine, sømænd.